# Джеймі Каррагер
Джеймс (Дже́ймі) Лі Да́нкан Ка́ррагер (англ. James Lee Duncan "Jamie" Carragher; нар.28 січня 1978, Бутл, Англія) — англійський футболіст, захисник. Грав за «Ліверпуль» та збірну Англії.

## Клубна кар'єра
Каррагер підписав професійний контракт у 1996 році. Тоді ж, трьома місяцями пізніше, дебютував, вийшовши на заміну.
У сезоні 1999—2000 Каррагер забив два голи у свої ворота в грі проти запеклого ворога «Манчестер Юнайтед» під час домашньої поразки з рахунком 3-2. У наступному сезоні перейшов з позиції правого захисника на позицію лівого. У 2001 Каррагер завоював свої перші трофеї: Кубок Англії, Кубок УЄФА, Кубок Ліги, Суперкубок Англії та Суперкубок Європи.

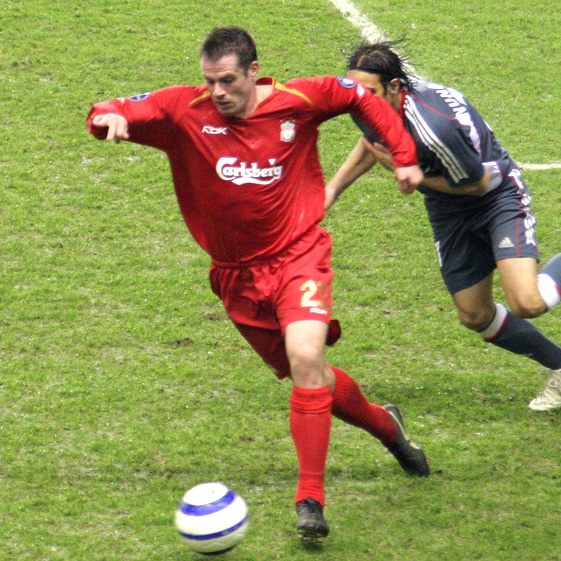
Каррагер у матчі проти «Бенфіки»

У січні 2002 року під час кубкового матчу з лондонським «Арсеналом» у Каррагера було кинуто монету, яку він підібрав і кинув назад на трибуни, за що був вилучений.
Сезон 2004—2005 став визначним для Джеймі: новий тренер Рафаель Бенітес перемістив його на позицію центрального захисника, де він програв 56 матчі разом з Самі Хююпяя. Їхня гра у центрі захисту вплинула на тріумф «червоних» у Лізі Чемпіонів.
9 грудня 2006 Каррагер забив свій перший гол у чемпіонаті за «Ліверпуль» у ворота «Фулхема», який став четвертим з січня 1999.
У сезоні 2007—2008 Каррагер зіграв свій 500-сотий матч у формі «Ліверпуля». На цей матч Джеймі вийшов з капітанською пов'язкою.
31 жовтня 2009 у матчі проти «Фулхема» Каррагер отримав свою першу у чемпіонаті червону картку за сім років.
28 листопада 2010 матч проти «Тоттенхема» став 450-тим у чемпіонатах для Каррагера.

## Міжнародна кар'єра
28 квітня 1999 року Каррагер дебютував за збірну Англії, вийшовши на заміну у матчі проти збірної Угорщини. У 2001 році Джеймі вийшов зі старту на матч проти Нідерландів на Вайт Харт Лейн.
Каррагер пропустив Чемпіонат світу 2002 через травму. Вже через два роки він разом зі збірною відправився на Євро 2004, на якому не зіграв жодної хвилини. Він був заявлений у складі на Чемпіонат світу 2006 у Німеччині, на якому почав грати після травми Гарі Невілла.
11 травня 2010 Каррагер був одним з 30 гравців, яких Фабіо Капелло заявив на Чемпіонат світу 2010. На полях ПАР з'явився декілька разів. Після Чемпіонату Джеймі заявив, що хоче зосередитись на грі в «Ліверпулі», і що його повернення було одноразове, враховуючи травми інших гравців.

## Особисте життя
Каррагер одружений зі своєю коханою дитинства Ніколою Харт. У пари двоє дітей — Джеймс і Міа.
Каррагер народився з дефектом кишки — вона була розташована зовні. Лікарі зашили її всередину черевної порожнини, через що на його передній черевній стінці безліч шрамів та немає пупка.

## Досягнення
«Ліверпуль»
- Володар Суперкубка Європи: 2000/01, 2004/05
- Переможець Ліги чемпіонів: 2004/05
- Володар Кубка УЄФА: 2000/01
- Володар Суперкубка УЄФА: 2001
- Володар Суперкубка Англії: 2001, 2006
- Володар Кубка Ліги: 2000/01, 2002/03, 2011/12
- Володар Кубка Англії: 2000/01, 2005/06